# Leslie Burr-Howard
Leslie Michele Burr-Howard (nacida Leslie Michele Burr, 1 de octubre de 1956) es una jinete estadounidense que compitió en la modalidad de salto ecuestre.
Participó en dos Juegos Olímpicos de Verano, obteniendo dos medallas en la prueba por equipos, oro en Los Ángeles 1984 (junto con Joseph Fargis, Conrad Homfeld y Melanie Smith) y plata en Atlanta 1996 (con Peter Leone, Anne Kursinski y Michael Matz).
Ganó dos medallas en los Juegos Panamericanos, oro en 1983 y plata en 1999.

## Palmarés internacional
| Juegos Olímpicos     | Juegos Olímpicos             | Juegos Olímpicos | Juegos Olímpicos |
| Año                  | Lugar                        | Medalla          | Categoría        |
| -------------------- | ---------------------------- | ---------------- | ---------------- |
| 1984                 | Los Ángeles (Estados Unidos) | Medalla de oro   | Por equipos      |
| 1996                 | Atlanta (Estados Unidos)     | Medalla de plata | Por equipos      |
| Juegos Panamericanos |                              |                  |                  |
| Año                  | Lugar                        | Medalla          | Categoría        |
| 1983                 | Caracas (Venezuela)          | Medalla de oro   | Por equipos      |
| 1999                 | Winnipeg (Canadá)            | Medalla de plata | Por equipos      |